# Tworkowice
Tworkowice – wieś w Polsce położona w województwie podlaskim, w powiecie wysokomazowieckim, w gminie Ciechanowiec.
| SIMC    | Nazwa   | Rodzaj    |
| ------- | ------- | --------- |
| 1013861 | Wypychy | część wsi |

W latach 1975–1998 miejscowość administracyjnie należała do województwa łomżyńskiego.
Wierni kościoła rzymskokatolickiego należą do parafii Trójcy Przenajświętszej w Ciechanowcu.

## Historia

### Niektórzy właściciele wsi
- 1564 - Jan Szwejko, który wszedł w posiadanie tej ziemi poprzez ożenek z ostatnią przedstawicielką rodu Ciechanowieckich, Anną herbu Dąbrowa[8]
- regestr królewski z roku 1580 informuje, że pod koniec XVI w. posiadaczami wsi, której powierzchnia gruntów rolnych wynosiła 7 włók osiadłych (około 120 ha) byli Antoni Świejko i Stanisław Świejko[9]
- po śmierci Mikołaja Kiszki w roku 1620 i jego syna Piotra w roku 1621, Tworkowice w roku 1622 przeszły na własność Anny Iwanowskiej, siostry Piotra Kiszki
- 1627 - Anna Iwanowska odprzedała wieś Janowi Stanisławowi Sapieże, a ten zbył ją w roku 1649 Maciejowi Zadorowskiemu[10] Przeprowadzony w 1628 r. spis maietności ciechanowieckiej wymienia mieszkańców wsi:
  - Jambrozik, Stanisław mucko, Jakub olczyk, Andrzej gorczyca, Jan niemierka, Walenty Dendirendi, Woiciech naganus, każdy uprawiający czwierc ciągłą i cynszową
  - Jakubowski podlia siebie włokę cynszową, tenże Jakubowski pułwłoki ciągłą
  - Jakub badzich czwierc ciągłą, Podlianiego drugą czwierc woitkowski zczynszu
  - Matys grzanka czwierc ciągłą, wolny, w zamku służy, podlianiego mioduszek zpełchu cynszową
  - Jan gierałcik zMuckiem pułwłoki Dudzińską Cynszową
  - Jakub olcik skowalem pułwłoki, wroblienską cynszową
  - Żach y Walenty Wojtkowscy pułwłoki zychowską cynszową
  - Jambrozyk zDysikiem zpełchu pułwłoki kosarowską cynszową
  - Gozdzietek zwoiciechem Wachoiciem zpełchu pułwłoki ziemcinską cynszową
  - Kasztalan zpełchu pułwłoki Drzistoniewską cynszową
  - grzywna Woitkowski pułwłoki tyczkowską cynszową
  - Matyasz, lesniczy pułwłoki siebrukowskie nalesnictwie wolną, Taze y Ogrod
  - Pana Pisarza Drogickiego pułwłoki młynarska yzmłynem w Tworkowiczach zastawie, który wniwecz obrocił.

W tem siele włok ciągłych 2 ½, Czynszowych włok 6 y 3 ¼, wolnych 3 ¼ . Domów osiadłych 20, pusty 1, placów 9. Ogrod Grancinski donażęcia.
- na podstawie danych archiwum w Brańsku wiadomo, że w roku 1639 Tworkowice należały, prawdopodobnie w części do Łukasza Ciechanowieckiego-Świejko z Ciechanowca[12]
- w pierwszej połowie XVII w. właściciel Tworkowic – Janusz Kiszka, wojewoda połocki, starosta parnawski i bolnicki przekazał miejscowość Konstantynowi Eustachemu Zalieskiemu, stolnikowi mścisławskiemu[13]
- 1806 - od prezydenta Kamery Prus Nowowschodnich Schimmelpfenninga von der Oye folwark Tworkowice nabył Antoni Szczuka[14]

W drugiej połowie XVIII w. i prawdopodobnie w XIX w. w miejscowości znajdowała się karczma będąca własnością magnackiego rodu Ossolińskich, dzierżawiona przez ciechanowieckich żydów, m.in. Lejzora Dawidowicza oraz jego syna Tobiasza Lejzorowicza.
Po roku 1795 Tworkowice znalazły się pod zaborem pruskim. W wyniku podpisania pierwszego Traktatu Tylżyckiego z 7 lipca 1807 r., jako jedna z miejscowości obwodu białostockiego, weszły w skład Imperium Rosyjskiego.
Na początku XIX w., na wschód od wsi, nad Nurcem wydzielono tzw. wremiennyj artilieryjskij łagier. Był on częścią obozu stacjonujących w pobliżu wojsk rosyjskich. Obok Ciechanowca wyznaczono tzw. wremiennyj łagier. Pomiędzy nimi ulokowano postojaszczij łagier. Żołnierze mieszkali w obozie postojowym (na południe od Kozarzy), w tzw. pałatkach.
W roku 1830, dzięki staraniom Dominika Szczuki włościanie z majątków Nowodwory i Kozarze mogli pod Tworkowicami, bez paszportów przekraczać granicę na Nurcu, aby dotrzeć do pól znajdujących się pod Ciechanowcem.
W roku 1921 w miejscowości naliczono 53 budynki z przeznaczeniem mieszkalnym i 291 mieszkańców (150 mężczyzn i 141 kobiet). Wszyscy zadeklarowali narodowość polską i wyznanie rzymskokatolickie.
Od 10 IX 1939 r. Tworkowice na krótko znalazły się pod okupacją niemiecką, a na mocy porozumienia rosyjsko-niemieckiego z dnia 23 sierpnia 1939 i dodatkowego, tajnego protokołu z dnia 28 września 1939 pod rosyjską. Niemcy ponownie wkroczyli do Tworkowic w dniu 22 czerwca 1941.
Wyzwolenie Tworkowic spod okupacji hitlerowskiej nastąpiło 2 sierpnia 1944 roku. Jednak walki pomiędzy formującą się władzą ludową a oddziałami podziemia polityczno-wojskowego toczyły się na tym terenie do roku 1948.
Od roku 1975 do 1989 funkcjonował w miejscowości ośrodek szkolno–wychowawczy kształcący dzieci i młodzież z lekką niepełnosprawnością intelektualną. Placówkę przeniesiono do Nura, a następnie do Zuzeli.

### Młyn
W roku 1870 wzmiankowano osadę młynarską Tworkowice. Młyn wyszczególniono na mapie z 1915 r.
W 1928 r. wymieniony duży, drewniany młyn, własność L. Małyski. Został wysadzony przez Niemców podczas II wojny światowej. Na jego miejscu, Małysko z żoną Ludgardą, wkrótce wznieśli mały młyn drewniany. Po śmierci właściciela zakupiony przez spółkę Mekelburg-Terlikowski.
Kolejny właściciel, H. Ruciński, obok drewnianego, wzniósł w 1965 r. młyn murowany, napędzany turbiną wodną. Przebudowany na napęd elektryczny. Młyn był czynny do 1973 r. Maszyny i urządzenia młyńskie zostały zdemontowane. W 1973 r. most nad jazem przegradzającym Nurzec zniszczyła powódź. Około 1975 r. rozebrano młyn drewniany.

### OSP w Tworkowicach
W 60. rocznicę powstania OSP w Tworkowicach otrzymała sztandar, ufundowany przez Społeczny Komitet Fundacji Sztandaru, dzięki wsparciu finansowemu instytucji, firm i osób prywatnych.
W uroczystościach, które odbyły się 10 lipca 2014 r. udział wzięli przedstawiciele władz samorządowych, Wojewódzkiej i Powiatowej Państwowej Straży Pożarnej, przedstawiciele instytucji i firm, delegacje i poczty sztandarowe z sąsiednich jednostek.

## Wykaz obiektów zabudowy historycznej w Tworkowicach[22]
- kapliczka murowana, 2 połowa XIX w.
- młyn wodny murowany, lata 20.-30. XX w.
- zagroda nr 6:
  - dom drewniany, lata 20. XX w.
  - chlew drewniany, lata 20. XX w.
  - stodoła drewniana, lata 20. XX w.
  - spichlerz drewniany, lata 20. XX w.
- dom nr 21 drewniany, lata 80. XIX w.
- dom nr 23 drewniany, lata 80. XIX w.
- dom nr 66 drewniany, początek XX w.

## Inne obiektyzabytkowe
- mogiła zbiorowa ludności cywilnej ofiar terroru niemieckiego z 1943 r., znajdująca się w tzw. Pałatkach[23]

## Warunki naturalne
Miejscowość leży na północno-zachodnim krańcu Wysoczyzny Drohickiej, która w okolicy Tworkowic charakteryzuje się silnie zniszczoną powierzchnią moreny dennej z ostańcowymi formami morenowymi.

## Współcześnie
Do miejscowości można dojechać drogą z Ciechanowca, drogą od Przybyszyna przez kolonię Tworkowską i przez Wojtkowice Stare. Latem w niektórych miejscach Nurca, można przeprawić się brodem z Kozarzy czy Zaszkowa.
W Tworkowicach znajdują się: remiza strażacka, sklep, kapliczka, przystanek autobusowy, zlewnia mleka.

## Urodzeni w Tworkowicach
- Aleksander Mościcki - (1898-1980), duchowny katolicki, biskup pomocniczy łomżyński
- Stanisław Karolkiewicz - (1918-2009), generał brygady, współzałożyciel Światowego Związku Żołnierzy Armii Krajowej. Odznaczony Orderem Virtuti Militari